# هرینگتون (دلاور)
هرینگتون، دلاور (به انگلیسی: Harrington, Delaware) یک شهر در ایالات متحده آمریکا است که در دلاویر واقع شده‌است.

## خصوصیات
هرینگتون ۳٬۵۶۲ نفر جمعیت دارد.